# Суґіта Хіна
Суґіта Хіна (яп. 杉田 妃和; нар. 31 січня 1997) — японська футболістка. Вона грала за збірну Японії.

## Клубна кар'єра
У 2015 році дебютувала в «МЛАК Кобе Леонесса».

## Кар'єра в збірній
Дебютувала у збірній Японії 2 серпня 2018 року в поєдинку проти Австралії. У складі японської збірної учасниця жіночого чемпіонату світу 2019 року. З 2018 рік зіграла 15 матчів в національній збірній.

## Статистика виступів
| Збірна Японії | Збірна Японії | Збірна Японії |
| Рік           | Матчі         | Голи          |
| ------------- | ------------- | ------------- |
| 2018          | 1             | 0             |
| 2019          | 14            | 0             |
| Загалом       | 15            | 0             |